# Wszedzień (przystanek kolejowy)
Wszedzień – dawna stacja, a następnie przystanek kolejowy we Wszedzieniu, w województwie kujawsko-pomorskim, w Polsce.